# Kashkaval
Kashkaval, derivante dal termine italiano caciocavallo (in romeno cașcaval, in bulgaro кашкавал?, pronuncia [kɐʃkɐˈvɑɫ], in macedone кашкавал?, pronuncia [kaʃkaˈval]; in turco kaşkaval/kaşar, in serbo качкаваљ?, kačkavalj; in albanese Kaçkavalli), è un tipo di formaggio giallo fatto con latte di vacca, pecora, capra oppure misto.
In Albania, Kosovo, Bulgaria, Repubblica di Macedonia, Serbia e Romania, con questo termine spesso ci si riferisce a tutti i formaggi gialli (o comunque a tutti i formaggi che non siano il sirene). Nei menù in inglese in Bulgaria, "кашкавал" è tradotto come "formaggio giallo" (mentre il sirene è normalmente tradotto come "formaggio bianco" o semplicemente "formaggio").

## Etimologia
Il nome kashkaval potrebbe derivare dal latino caseus ('formaggio') e caballus ('cavallo'), attraverso l'italiano caciocavallo, con la spiegazione ampiamente accettata che la parola cavallo deriva dal fatto che il formaggio viene tradizionalmente essiccato attaccando due forme di caciocavallo a forma di zucca con una singola corda e appendendole a un palo di legno come se fosse posizionato sulla schiena di un cavallo.
Esiste un'altra teoria. Alcuni ricercatori della Facoltà di Medicina Veterinaria dell'Università di Belgrado sostengono che la popolazione aromuna, un popolo originario dei Balcani, abbia creato il cașcaval. Come in rumeno, la parola caș significa 'formaggio' in aromuno. Nello studio non viene fornita un'etimologia balcanica per il suffisso -kaval nella parola kachkaval, né i ricercatori menzionano il cavallo, il termine latino caballus o anche il termine italiano cavallo e si riferiscono invece al movimento stagionale dei Vlach seminomadi e del loro bestiame tra pascoli estivi e invernali fissi (transumanza).

## Diffusione

### Albania
In Albania, il kaçkavall è il tipo di formaggio più popolare dopo il djathë i bardhë (formaggio bianco). È considerato un formaggio tradizionale albanese ed è molto usato come contorno. La maggior parte dei ristoranti tradizionali porta piatti di kaçkavall crudo o fritto, senza costi aggiuntivi, prima che i piatti principali finiscano di cuocere. Tutte le aziende casearie in Albania producono kaçkavall e utilizzano principalmente latte di mucca o di pecora.

### Bulgaria

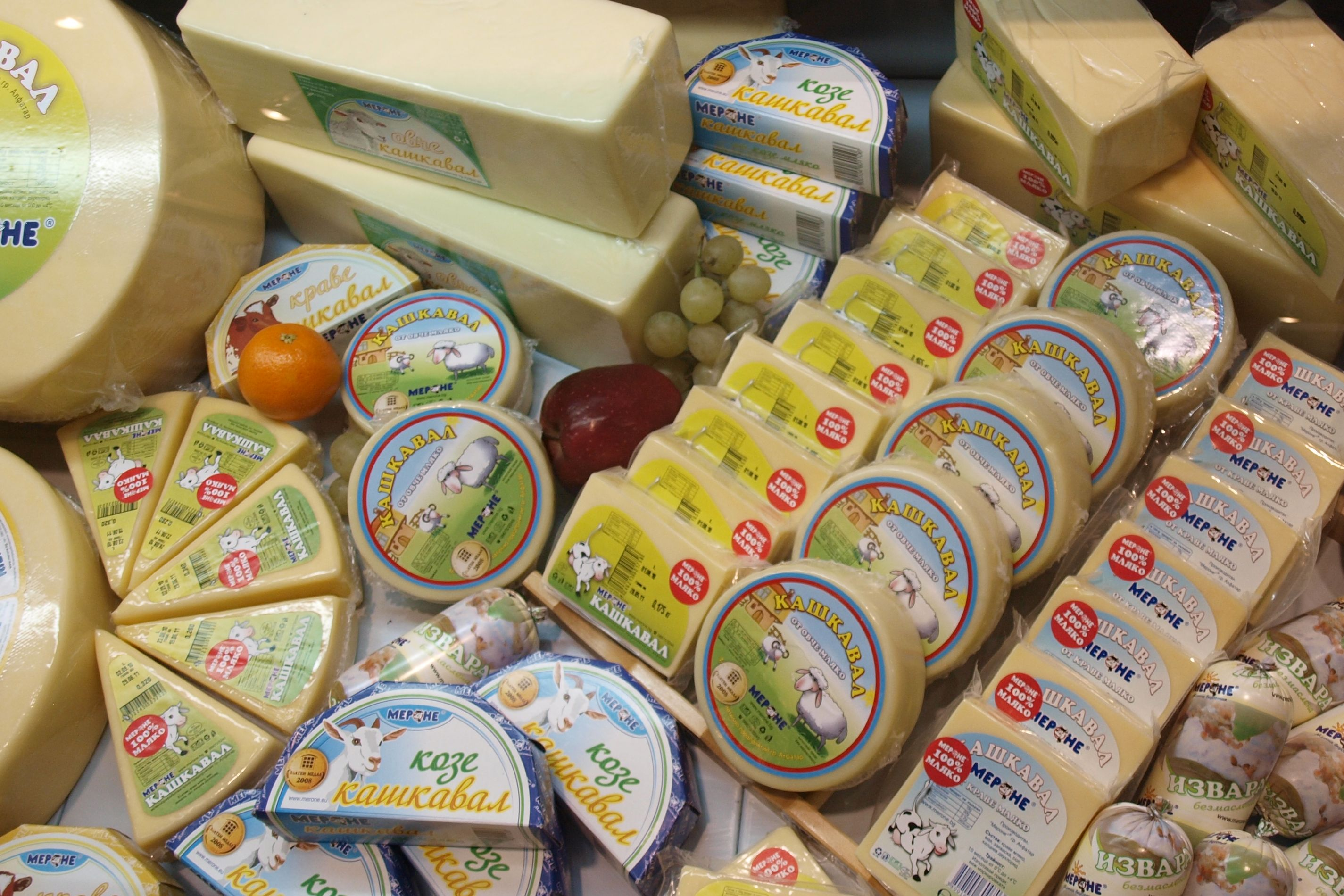
Kashkaval sottovuoto

In Bulgaria, il kashkaval è prodotto con latte di mucca ed è conosciuto come kashkaval vitosha, mentre una variante prodotta con latte di pecora è chiamata kashkaval balkan. Kashkaval preslav è il nome dato al formaggio ottenuto da una miscela di entrambi i tipi di latte.
Il kashkaval è un alimento tradizionale utilizzato nella maggior parte delle colazioni. Uno dei piatti più comuni con il kashkaval è la kashkavalka, che è un piccolo pasticcino contenente kashkaval all'interno e sopra. Come negli altri Paesi balcanici, è un importante sostituto di tutti gli altri tipi di formaggio, soprattutto nelle pizze. Un altro snack bulgaro popolare è la princesa (bulgaro: принцеса; "principessa"), che è una fetta di pane grigliato condita con kashkaval o con carne di maiale macinata e kashkaval.

### Israele
Il kashkaval è uno dei tipi di formaggio più popolari in Israele, grazie alla numerosa popolazione ebraica di origine europea orientale e sudorientale.

### Levante
Nel Levante (Siria, Giordania, Territori Palestinesi, Israele e Libano), il qashqawān è ampiamente utilizzato come formaggio fondente, in particolare nei dolci. Il kashkaval di tipo ungherese è il tipo più comune nella regione.

### Macedonia del Nord

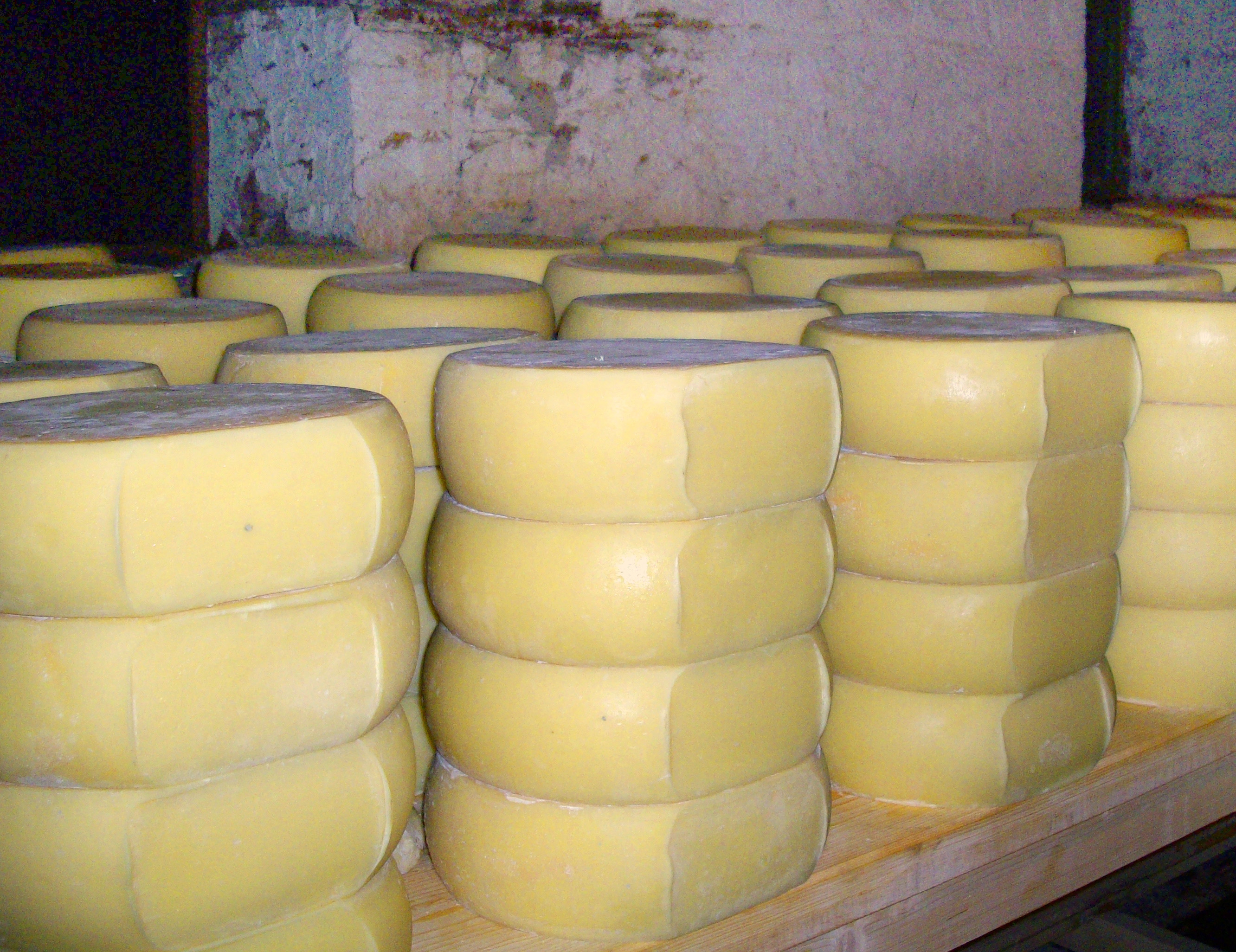
Maturazione del kashkaval della Macedonia del Nord

Il formaggio kashkaval è molto popolare nella Macedonia del Nord. Viene prodotto per lo più con latte di mucca, ma è ampiamente disponibile sia una variante con latte di pecora che una variante mista (latte di mucca e di pecora). Kashkaval è anche un sinonimo di qualsiasi formaggio giallo, tanto che la parola "formaggio" indica per lo più formaggi bianchi come la feta, mentre i formaggi gialli come il Gouda o l'Emmental hanno il suffisso kashkaval nel linguaggio quotidiano, poiché chiamarli semplicemente formaggio sarebbe ridicolo, dato che non sono formaggi bianchi.

### Romania e Moldavia
In Romania e in Moldavia, il termine cașcaval è utilizzato per indicare una serie di tipi di formaggi gialli, medi e semiduri, prodotti con latte di pecora o di mucca. Le varietà di cașcaval più conosciute in Romania sono la dobrogea (solo da latte di pecora), il penteleu (da una miscela di latte di pecora e di mucca), la dalia e il rucăr (entrambi solo da latte di mucca). Ma il termine è spesso utilizzato per estensione come nome generico per tutti i formaggi gialli semiduri, come l'Emmental svizzero, il Gouda olandese e il Cheddar britannico, o qualsiasi cosa che assomigli al cașcaval.
Durante il regime comunista, a causa della carenza di cibo, le casalinghe rumene svilupparono una tecnica per ottenere un formaggio pressato fatto in casa, simile al cașcaval, a base di latte, smântână, burro e uova. Nella cucina rumena, molti piatti sono preparati con il cașcaval, come il cașcaval pane o la mămăligă.

### Russia
Il formaggio kashkaval è popolare in Russia. Oltre ai prodotti balcanici e italiani, esiste anche una versione russa del kashkaval.

### Serbia
In Serbia, il kačkavalj è tradizionalmente un formaggio duro di latte di pecora e, in quanto tale, è un marchio protetto della città di Pirot. Anche altri formaggi, prodotti con una miscela di latte di mucca e di pecora, sono talvolta marchiati come kačkavalj, ma non possono essere definiti pirotski (di Pirot).
Il kačkavalj è uno dei sei formaggi tradizionali della Serbia. Il processo di produzione (in serbo) può essere visto online, e secondo un video clip di un programma televisivo, fu portato a Pirot negli anni '10 del XIX secolo con i casari dalmati o italiani che si stabilirono nell'allora Impero Ottomano; il formaggio fu distribuito in tutti i Balcani (in particolare, nel link sono citate Salonicco e Istanbul).

### Turchia

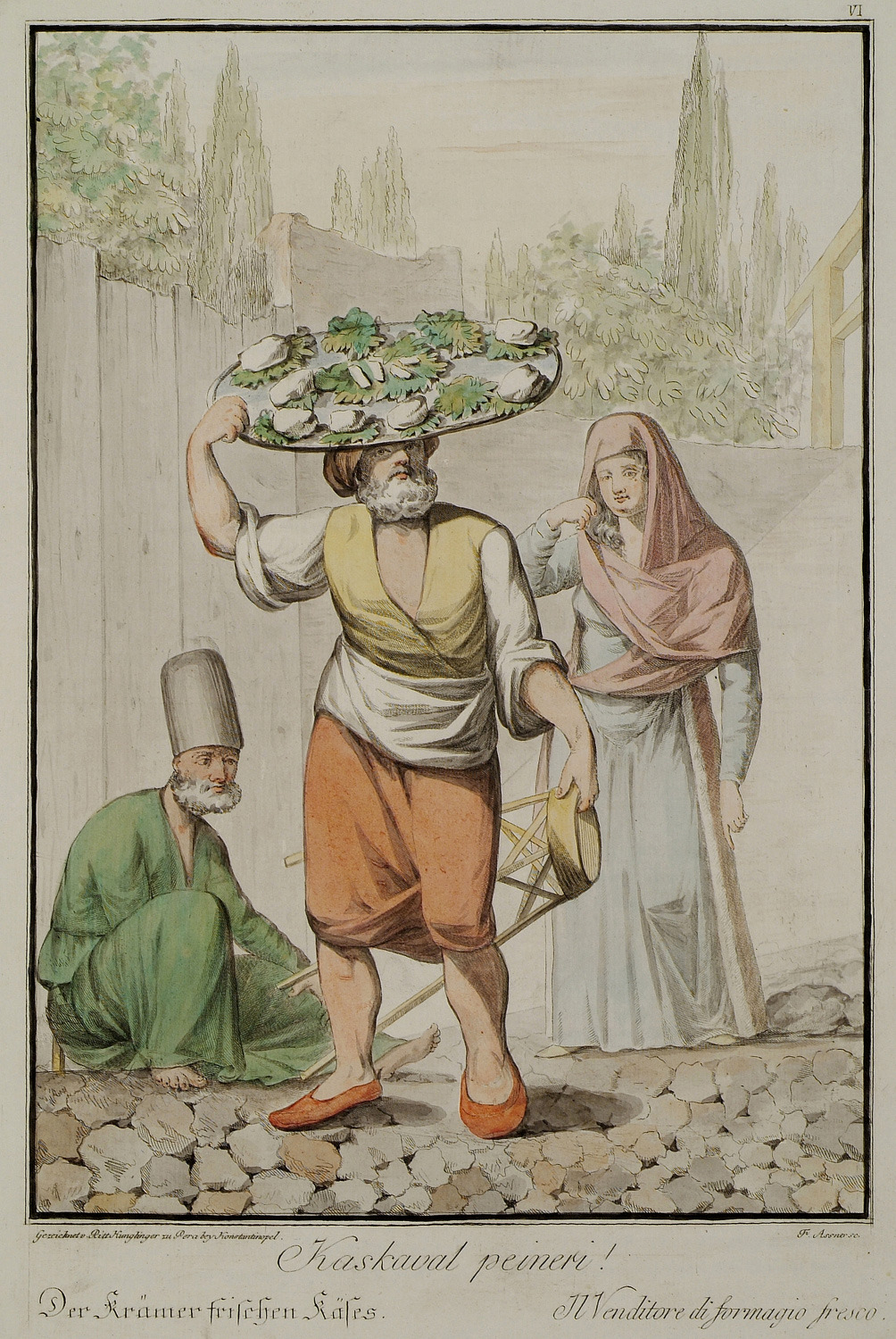
Venditore di Kaşkaval a Istanbul in un disegno del XIX secolo

Il Kaşkaval (ottomano: penir-i kaskaval) era un tipo di formaggio consumato nelle feste ottomane. Il Seyahatnâme di Evliya Çelebi menziona che ai suoi tempi (XVII secolo) a Istanbul 400 artigiani producevano diversi tipi di formaggio: tra questi, il formaggio tagliato, il formaggio Teleme e il Kaşkaval. Nello stesso libro si menziona anche che il formaggio Kaşkaval veniva prodotto a Çatalca.